# Blasphemy
Blasphemy – kanadyjski zespół muzyczny założony w 1984, aktywny, muzycznie poruszający się pomiędzy black i death metalem.

## Aktualny skład zespołu
- Nocturnal Grave Desecrator And Black Winds – śpiew
- Bestial Saviour Of The Undead Legions – gitara basowa
- Caller Of The Storms – gitara prowadząca
- Deathlord Of Abomination And War Apocalypse – gitara
- Three Black Hearts Of Damnation And Impurity – perkusja

## Inni muzycy
- Ace Gestapo Necrosleezer And Vaginal Commands – gitara basowa
- Black Priest Of Seven Satanic Rituals – gitara
- The Traditional Sodomizer Of The Goddess Of Perversity – gitara

## Dyskografia
- Blood Upon the Altar demo – 1989
- Fallen Angel of Doom – 1990
- Gods of War – 1993
- Live Ritual - Friday The 13th – 2002